# Satyrus euxina
Satyrus euxina är en fjärilsart som beskrevs av Kusnetzov 1909. Satyrus euxina ingår i släktet Satyrus och familjen praktfjärilar. Inga underarter finns listade.